# LF-route

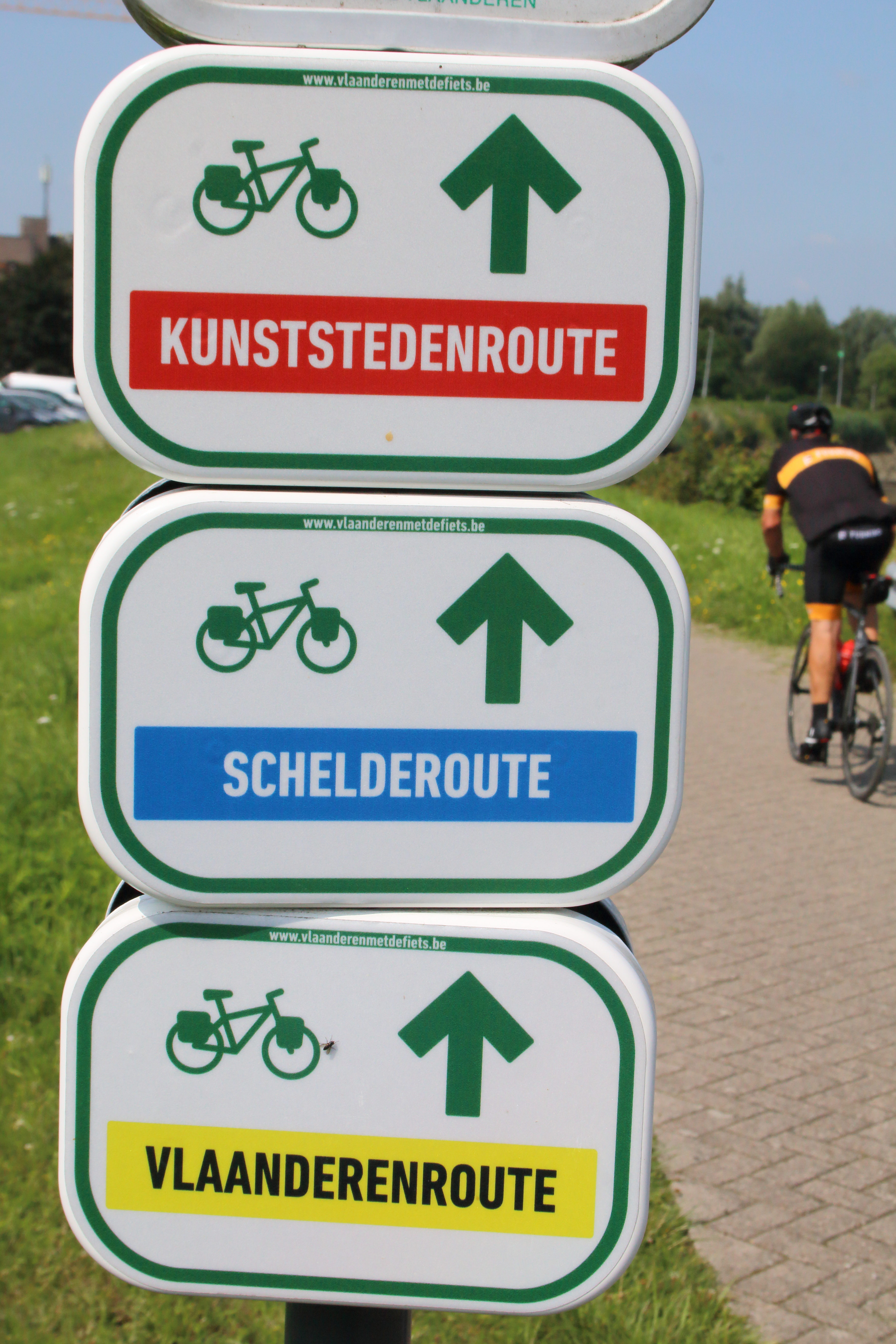
LF-icoonroutes in Vlaanderen

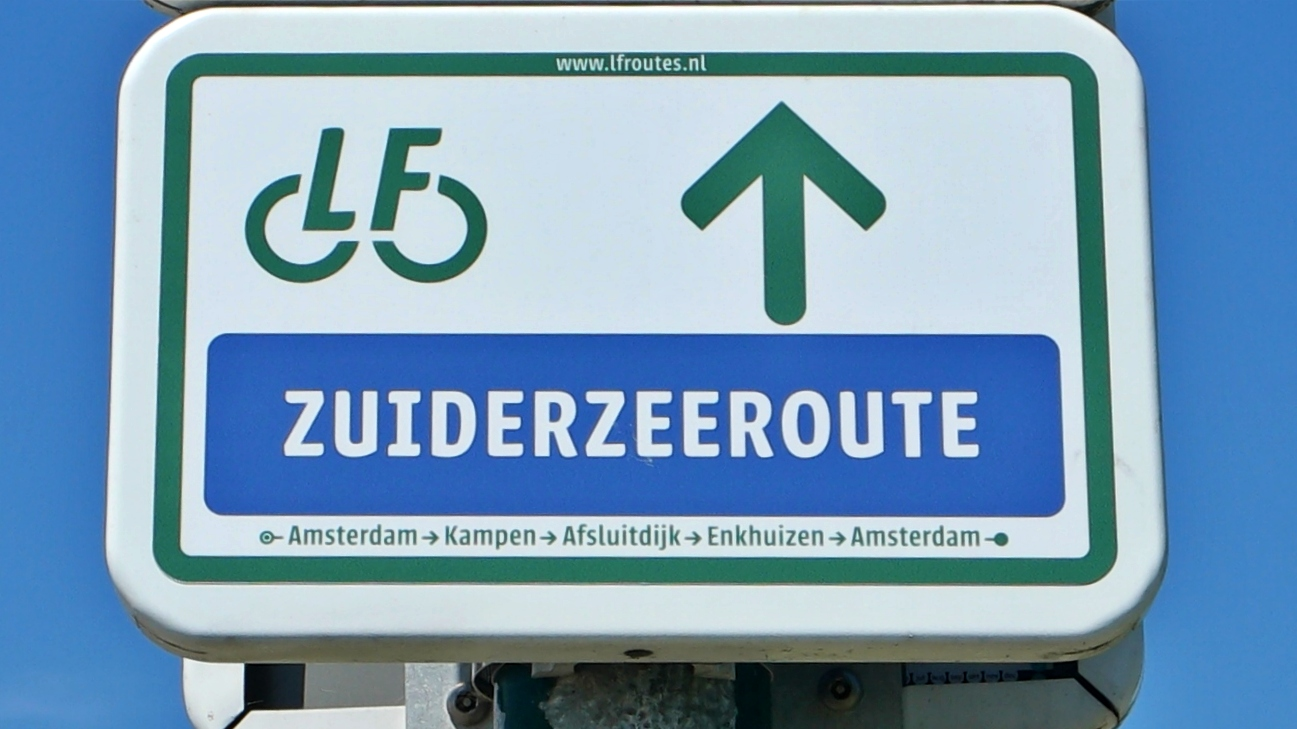
LF-icoonroute in Nederland

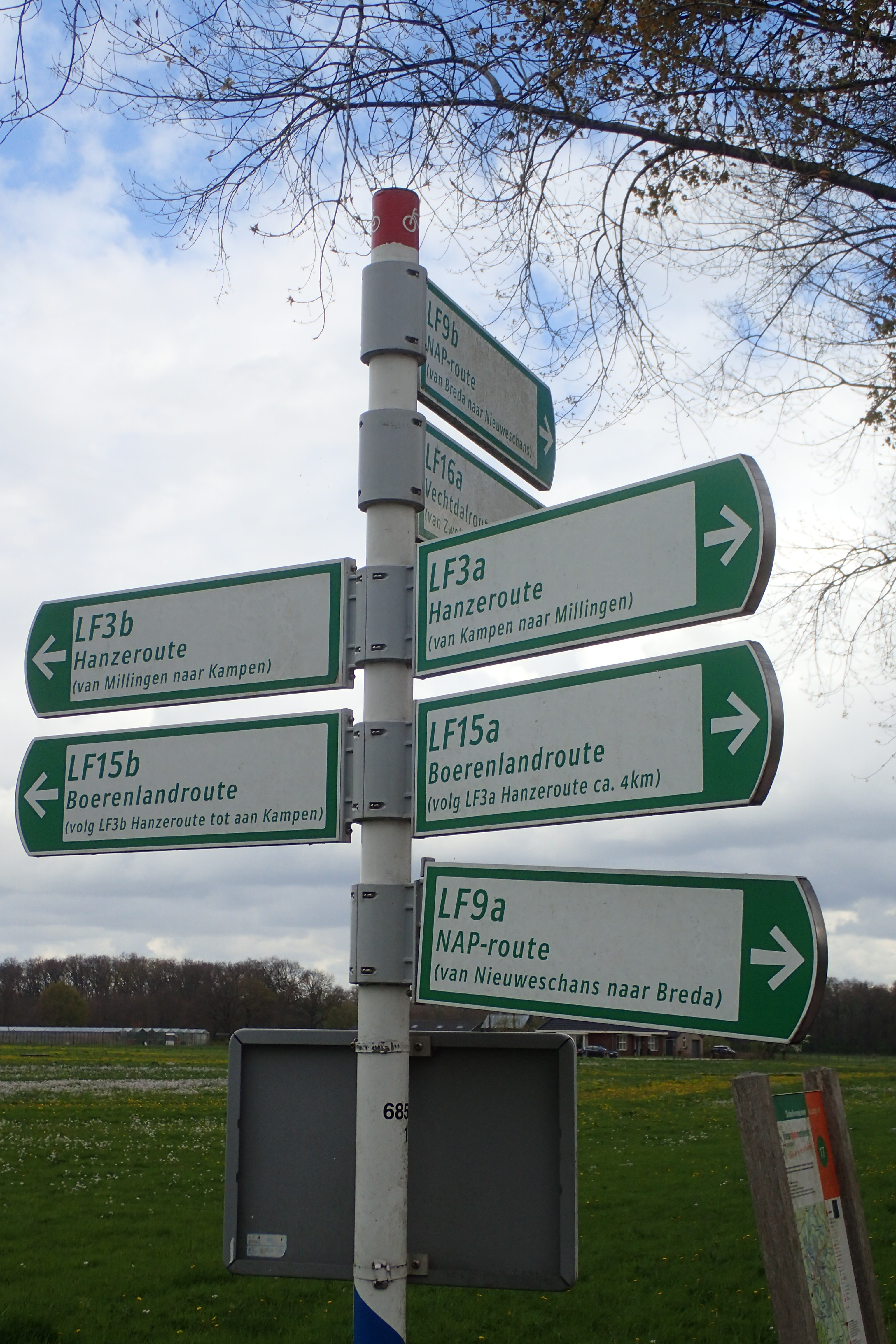
Bewegwijzering LF routes

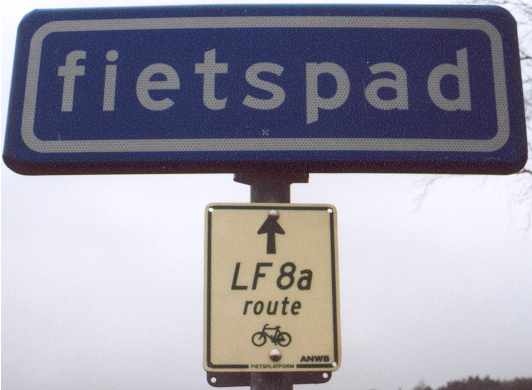
Routebordje LF 8a onder een fietspadbord

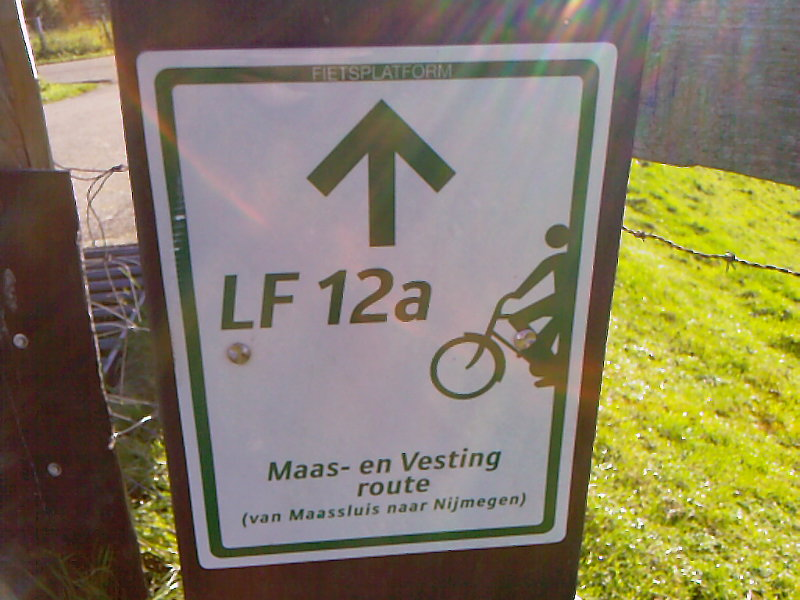
Routebordje voormalige LF 12a, nu icoonroute LF Maasroute

LF-routes zijn langeafstandsfietsroutes of landelijke fietsroutes, in eerste instantie bedoeld voor recreatieve meerdaagse fietstochten, zoals fietsvakanties.
Nederland en Vlaanderen delen qua route benaming en nummering één LF-routenetwerk. In Wallonië heten de (geel-blauw bewegwijzerde) routes Randovelo, zoals hieronder beschreven. Er zijn inmiddels ook 2 routes ontwikkeld die qua bebording lijken op de icoonroutes. 
Internationaal is dit concept onder allerlei benamingen ontwikkeld. In Duitsland bijvoorbeeld worden ze aangeduid als D-netwerk en lokaal als R-netwerk (zoals in de deelstaat Hessen waar ze Hessischer Radfernweg R met een nummer heten zoals bijvoorbeeld de Hessischer Radfernweg R7). In Luxemburg heten de landelijke routes PC (Piste Cycable); ook Frankrijk heeft heel wat langeafstandsfietsroutes. In Denemarken zijn er de nationale fietsroutes. Ook Zweden heeft zijn eigen netwerk, evenals Noorwegen een eigen netwerk heeft. Zwitserland kent een netwerk onder de naam Fietsnetwerk Veloland Schweiz, het Verenigd Koninkrijk heeft het National Cycle Network, Tsjechië heeft nationale fietsroutes.
In Nederland en voor de Vlaamse overheid betekent LF Landelijke Fietsroute; voor de Vlaamse NGO Grote Routepaden staat LF voor Lange-afstand Fietsroute.  De LF-routes zijn sinds 2007 in twee richtingen bewegwijzerd. Ter onderscheiding  wordt de ene richting met een a aangeduid en de andere richting met een b. Zo werd de Noordzeeroute LF 1 van Den Helder naar Boulogne-sur-Mer LF 1a genoemd en vice versa LF 1b.

## Van LF-route naar LF-icoonroute
De Langeafstand Fietsroutes (LF-routes) zijn opgezet als een netwerk van lange fietsroutes. Naast dit netwerk is er een landsdekkend netwerk van knooppuntroutes tot stand gekomen. Het Fietsplatform acht daarom de netwerkfunctie niet langer nodig. Het Fietsplatform streeft er daarom naar om het netwerk van LF-routes om te zetten in een tiental zogenaamde LF-icoonroutes: meerdaagse fietsroutes rond een thema. Bijvoorbeeld door het aanbieden van fietsarrangementen en service- en informatieproducten. De eerste van een reeks geplande herkenbare LF-icoonroutes, de LF Maasroute, is geopend in 2019. Voorheen waren dit de LF 3 Maasroute en LF 12 Maas- en Vestingroute. Het traject is vernieuwd en de route heeft een eigen website. Nadien volgde in juni 2020 de nieuwe LF Zuiderzeeroute die voorheen was opgebouwd uit de LF21, LF22 en LF23. De derde icoonroute werd de LF Kustroute, de vierde de LF Waterlinieroute. Het is de bedoeling dat korte LF-routes die in het netwerk vooral fungeren als 'verbindingsroutes' zullen verdwijnen. Over een aantal routes wordt momenteel met diverse organisaties als provincies overlegd, denk hierbij aan de LF13 en de LF17 die nog bewegwijzerd zijn.
De fietsknooppunten geven samen met de LF-routes in Nederland de mogelijkheid tot LF Weekendtochten, korte tochten voor kleine vakanties rond een thema.
Ook in Vlaanderen zijn alle LF-routes gesaneerd en deels omgevormd tot icoonroutes; de LF Maasroute, de LF Kustroute, de LF Frontroute, de LF Kempenroute, de LF Schelderoute, de LF Kunststedenroute, de LF Groene Gordelroute en de LF Heuvelroute met de LF Vlaanderenroute als synthese.

## Ontstaansgeschiedenis
In 1972 heeft J.H. van Twisk (1929) het initiatief genomen voor de eerste Lange Fietsweg van Nederland, de Promenade Gooi-Kennemerland. Als voorbeeld dienden de Fernradwege in Duitse rivierdalen. Vanuit de gelijknamige stichting ontstond een vereniging Het Groene Fietsje, die zich toelegde op het ontwikkelen van een regionaal routenet dat aansloot op de beoogde 'promenade'. Uitgever Dwarsstap had begin jaren '80 onafhankelijk een gelijksoortig netwerk ontwikkeld rond Nijmegen en rolde met o.a. vrijwilligers van het Groene Fietsje het concept over Nederland uit. Het verschil met voorheen gepubliceerde fietsroutes was, dat wegen met doorgaand verkeer consequent werden gemeden, zodat een netwerk ontstond van doorgaande, verkeersluwe wegen.
Om de plaatselijke routenetwerken aan elkaar te knopen, is door leden van het Groene Fietsje in 1983 een initiatiefplan ingediend bij de ANWB (bij de heren Koens en Stoovelaar) voor een Landelijk Fietsroutenet, compleet met uitgeefplan. Pas in 1985 zag uitgever Buijten & Schipperheijn er brood in om het idee te steunen. Op zoek naar cartografie bleek bij de ANWB een onderzoeksproject te lopen. Daarin was de behoefte aan een landelijk fietsnet naar voren gekomen. In 1987 is door het Groene Fietsje samen met ANWB, Stichting Fiets!, Fietsersbond enfb en Nivon een stichting opgericht en werd een contract aangegaan met Buijten & Schipperheijn. Het doel was om het concept van Landelijke Fietsroutes - eerst onder de naam Lange-afstand Fietsroutes - geschikt te maken voor publicatie.
Deze organisaties richtten samen het Landelijk Fietsplatform op voor de coördinatie van de uitgave van gidsen en voor de totstandkoming van bewegwijzerde fietsroutes. Als eerste verschenen in 1988 en 1989 de basisgidsen waarin alle bestaande, nog niet bewegwijzerde fietsroutes stonden. In 1990 is het Fietsplatform gestart met de bewegwijzering. Van deze bewegwijzerde routes zijn trajectgidsen gemaakt, die informatie geven over het landschap en bijzonderheden onderweg. Ook zijn er gidsen gemaakt waarin verschillende LF-routes of gedeelten ervan aan elkaar gekoppeld worden zodat een ronde ontstaat, zoals LF Ronde van Nederland, de Rivierenlandronde en De Zuiderzeeroute.
Vanaf 1990 heeft de stichting jaarlijks circa 300 km van de 6000 km bewegwijzerd met subsidies van de provincies en vooral van het ministerie van Landbouw. In 2006 is besloten om geen inspecties meer uit te voeren op de 2000 km Landelijke Fietsroutes, die wel waren beschreven maar nog niet bewegwijzerd, omdat in grote delen van Nederland regionale fietsroutenetwerken waren gerealiseerd. Sinds 2010 is nagenoeg heel Nederland van deze knooppuntfietsroutes voorzien. Door onderlinge afstemming vullen de LF-routes, die een landelijk netwerk vormen, en de regionale knooppuntroutes elkaar wederzijds aan.
In Vlaanderen werd in 1964 door enkele leden van de Vlaamse Jeugdherbergcentrale een lange-afstand fietsroute genaamd het Internationaal Fietspad uitgestippeld, die de jeugdherbergen van Bergen op Zoom (NL), Zoersel, Nijlen, Diest en Bokrijk verbindt. 
In 1989 werd de eerste LF-route door Vlaanderen in gebruik genomen: de LF1 Noordzeeroute van Den Helder naar Boulogne-sur-Mer. Het deel van Diksmuide tot Brugge van LF 1 vormde, samen met LF 5 van Brugge tot Thorn, LF 7 van Thorn tot Kanne en LF 6 van Kanne tot Diksmuide, de Vlaanderen Fietsroute.
In 1992 werd de LF-werkgroep in de organisatie Grote Routepaden opgericht. Deze trok het Internationaal Fietspad door tot Sint-Martens-Voeren en gaf de route een nieuwe naam: LF 50 Jeugdherbergroute.
Het Vlaams overheidsagenschap Toerisme Vlaanderen werkt samen met de vrijwilligers van de Grote Routepaden aan het onderhoud en de verdere ontwikkeling van LF-routes in en door Vlaanderen. In Vlaanderen zijn inmiddels alle LF-routes omgevormd tot icoonroutes.

## Internationaal lange-afstandsfietsroutenetwerk
Sommige icoon- of LF-routes maken deel uit van het Europese netwerk EuroVelo van internationale bewegwijzerde fietsroutes, zoals de LF Kustroute, LF Maasroute, de LF4 Midden-Nederlandroute en de LF13 Schelde-Rheinroute. Andere icoon- of LF-routes lopen delen parallel met deze internationale routes of sluiten er op aan.

## Bewegwijzerde LF Routes in Nederland en Vlaanderen
LF Icoonroutes:
- LF Maasroute van Maastricht naar Rotterdam via Hoek van Holland. Onderdeel van de EuroVelo EV19 Maasroute.
- LF Zuiderzeeroute van Amsterdam naar Amsterdam.
- LF Waterlinieroute van Edam naar Bergen op Zoom.
- LF Kustroute van Bad Nieuweschans naar De Panne. Onderdeel van de EuroVelo EV12 Noordzeeroute.
- LF Heuvelroute van Poperinge naar Voeren.
- LF Schelderoute van Spiere-Helkijn naar Antwerpen.
- LF Frontroute van Nieuwpoort naar Mesen.
- LF Kempenroute van Maasmechelen naar Antwerpen.
- LF Kunststedenroute van Brussel naar Oostende.
- LF Groene Gordelroute rond het Brussels Hoofdstedelijk Gewest.
- LF Vlaanderenroute als combinatieroute.
- LF3 Hanzeroute van Millingen aan de Rijn via Arnhem naar Kampen.
- LF4 Midden-Nederlandroute van Enschede via Utrecht naar Den Haag of Scheveningen. De route is onderdeel van de EuroVelo EV2 Hoofdstedenroute.
- LF9 NAP-route van Bad Nieuweschans via Groningen, Meppel, Zwolle, Amersfoort naar Utrecht (voor 2025 liep de route door naar Breda en Loenhout).
- LF13 Schelde-Rheinroute van Vlissingen via Middelburg, Breda, Tilburg, Eindhoven naar Venlo en richting Duisburg. De route is onderdeel van de EuroVelo EV4 Midden-Europaroute.
- LF14 Saksenroute van Enschede via Assen en Groningen naar Lauwersoog.
- LF17  Onderdeel van de Rijndeltaroute. Van Gorinchem naar Wijk bij Duurstede.

## Randovelo in Wallonië

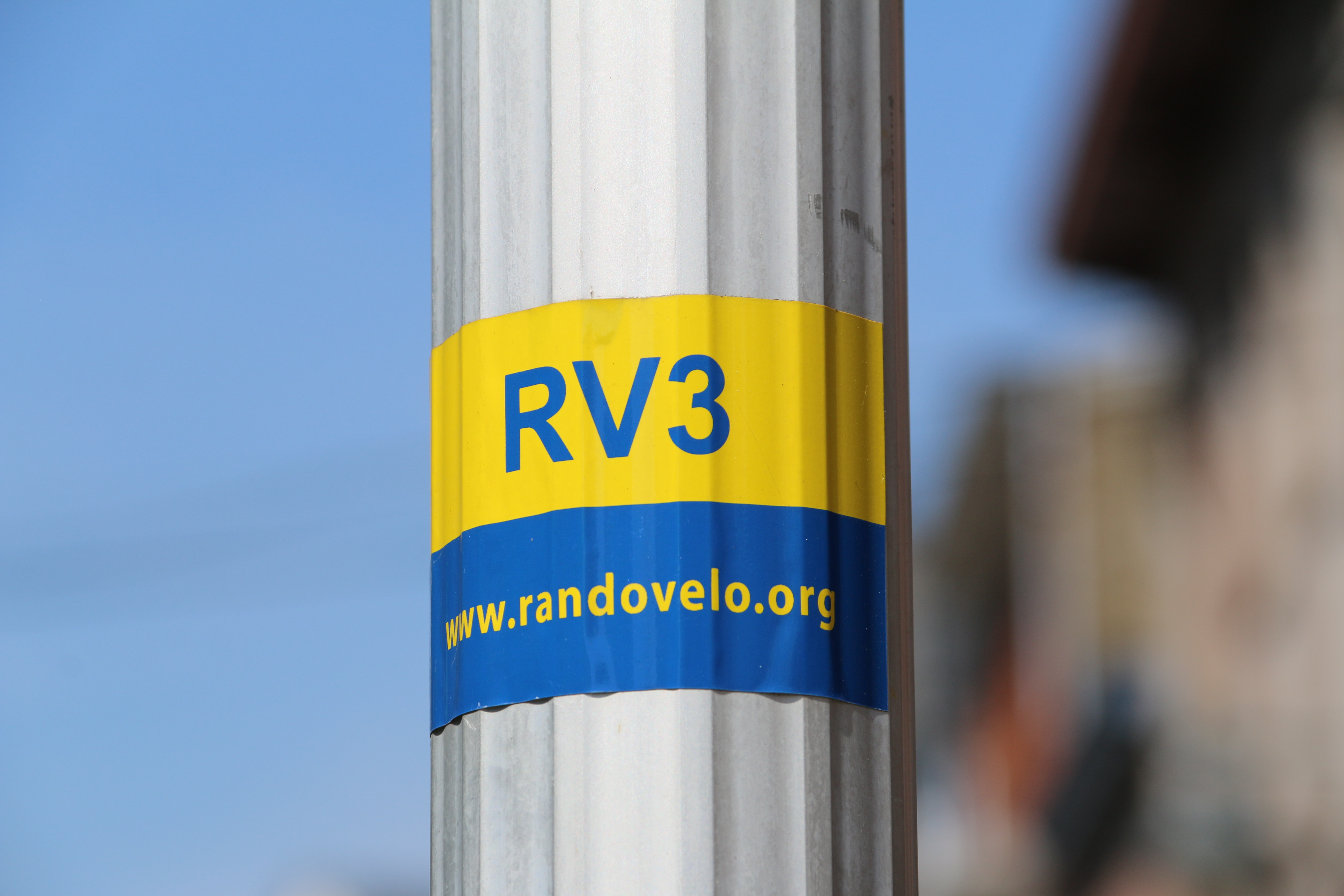
RV3 in Zinnik

De Waalse LF-routes heten Rando Vélo (RV) en zijn geel-blauw bewegwijzerd:
- RV1 Au Fil de l'Eau van Brussel naar Chimay.
- RV2 La Namuroise van Hoegaarden naar Bouillon.
- RV3 La Hennuyère-Fagne-Famenne van Geraardsbergen naar Gedinne.
- RV4a Ouest De Manneken Pis à Tchantchès van Brussel naar Luik.
- RV4b Est Herve-Fagne van Luik naar Frauenkron.
- RV6 Picardie-Ardennes van Rijsel naar Wiltz.
- RV7 L'Ardennaise van Bouillon naar Lanaye.
- RV8a La Transwallonne Ouest van Ruien (top Kluisberg) naar Namen.
- RV8b La Transwallonne Est van Namen naar Wathermal.
- RV10 La Capitale van Brussel naar Namen.
- RVU L'Universitaire van Leuven naar Gembloux.

In Wallonië zijn er ook 2 routes bewegwijzerd met dezelfde bordjes als de icoonroutes:
- Wapitour van Doornik naar Doornik.
- Route des Collines van Doornik naar Doornik.

## Voormalige bewegwijzerde LF-routes in Nederland en Vlaanderen
Voormalige LF-routes (al dan niet bewegwijzerd, bewegwijzering is weggenomen):
- LF1 Noordzeeroute van de haven van Den Helder (veerboot naar Texel) naar Boulogne-sur-Mer. Vanaf de aftakking van de LF 10 ten zuiden van Callantsoog maakt deze route deel uit van North Sea Cycle Route en van de LF Ronde van  Nederland. De Northsea Cycle Route gaat door naar Groot-Brittannië bij Hoek van Holland via de veerboot verbinding naar Harwich. De LF Ronde van Nederland buigt in Middelburg af via de LF 13. Van Brugge tot Diksmuide is de LF 1 onderdeel van de Vlaanderen Fietsroute.
- LF2 Stedenroute van Amsterdam via Rotterdam (1e variant) of Gouda (2e variant) naar Antwerpen en Brussel.
- LF3 Rietlandroute van Kampen via Heerenveen en Leeuwarden naar Holwerd en de veerboot naar Ameland. Van de Maasroute is er een gids en de Hanzeroute en Rietlandroute zijn samen in één gids te vinden.
- LF5 Onderdeel van Vlaanderen Fietsroute Thorn - Brugge. Loopt in Nederland door en gaat vervolgens via de Duitse grens bij Roermond over in de Route R 16 naar Niederkrüchten.
- LF6 Onderdeel van de Vlaanderen Fietsroute Diksmuide-Maastricht. Loopt in Nederland door naar Vaals.
- LF7 Oeverlandroute van Alkmaar via Amsterdam, Utrecht en 's-Hertogenbosch, Thorn naar Maastricht. Het gedeelte Thorn-Maastricht maakt deel uit van de Vlaanderen Fietsroute.
- LF8 Ommen-Borculo, maakt tot Goor deel uit van het rondje Twente
- LF10 Waddenzeeroute van Callantsoog tot Bad Nieuweschans langs de Waddenkust. Deze route maakt in zijn geheel deel uit van North Sea Cycle Route en tot aan Lauwersoog is de route tevens onderdeel van de LF Ronde van Nederland.
- LF11 Prinsenroute van Den Haag naar Breda.
- LF12 Maas- en Vestingroute van Maassluis tot Nijmegen.
- LF15 Boerenlandroute Egmond via Alkmaar, Enkhuizen, Urk, Kampen, Zwolle naar Enschede. Deel van Nijverdal naar Enschede maakt deel uit van Rondje Twente
- LF16 Vechtdalroute Langs de Overijsselse Vecht van Zwolle naar Darfeld.
- LF18 Verbindingsroute tussen Ommen en Denekamp.
- LF19 Verbindingsroute tussen Deventer en Holten.
- LF20 Flevoroute Van Haarlem via Flevoland en Heerenveen naar Groningen.
- LF21 Onderdeel van de Zuiderzeeroute. Van Amsterdam via de Afsluitdijk naar Zurich.
- LF22 Onderdeel van de Zuiderzeeroute. Van de Afsluitdijk bij Zurich via Lemmer naar Kampen.
- LF23 Onderdeel van de Zuiderzeeroute. Van Kampen via Harderwijk en Het Gooi naar Amsterdam.
- LF24 Verbindingsroute tussen Egmond aan den Hoef en Hoorn.
- LF25 Verbindingsroute tussen Hoorn en Spaarndam.
- LF26 Verbindingsroute tussen Bergen op Zoom en Oudenbosch.
- LF27 Verbindingsroute tussen Woerden en Rotterdam.
- LF28 Voormalige beschreven LF-route van Nijmegen via Eindhoven, Turnhout, Antwerpen en Gent naar Brugge.
- LF29 Verbindingsroute tussen Sluis en Antwerpen.
- LF30 Schelde-Deltaroute van Breskens naar Ruien.
- LF31 Voormalige beschreven LF-route van Delft via Maassluis naar Roosendaal.
- LF32 Voormalige beschreven LF-route van Moerdijk via Breda, Poppel, Eersel, Weert naar Roermond.
- LF33 Voormalige beschreven LF-route van Utrecht via Tiel en Venray naar Venlo.
- LF34 Voormalige beschreven LF-route van Doesburg via Emmerich en Kevelaer naar Venlo.
- LF35 Kempenroute / Hageland- en Haspengouwroute van Tilburg naar Sint-Truiden.
- LF36 Verbindingsroute tussen Roermond en Heerlen.
- LF38 Dender-Waaslandroute van Hulst naar Onkerzele.
- LF39 Flandriensroute van Breskens naar Waten.
- LF40 Verbindingsroute tussen Borculo en Zwillbrock bij (Duitse Grens); onderdeel van de route Den Haag-Berlijn.
- LF41 Voormalige beschreven LF-route van Coldenhove via Zutphen naar Vorden.
- LF50 Jeugdherbergroute van Bergen op Zoom naar Voeren door België
- LF51 Kempenroute van Eindhoven naar Antwerpen.
- LF52 Guldensporenroute van Zeebrugge naar Armentières.
- LF53 Arteveldroute van Gent naar De Panne.
- LF55 Voormalige beschreven LF-route van Amsterdam naar Winterswijk.
- LF56 van Willebroek naar Halle.
- LF57 Spiekelspaderoute van Leuven via Diest en Leopoldsburg naar Neerpelt (en een aansluiting naar Valkenswaard in Nederland.
- LF58 van Diest via Houthalen en Meeuwen-Gruitrode naar Thorn.
- LF66 Voormalige beschreven LF-route van Overveen naar Nijmegen.
- LF71 Voormalige beschreven LF-route van Nieuwersluis naar Nieuwegein.

### Organiserende instanties
- Icoonroutes Vlaanderen
- Stichting Landelijk Fietsplatform Nederland
- Randovelo Wallonië
- Visit Luxembourg

### Overige
- LF-routeplanner voor Nederland
- LF-routes in Vlaanderen